# گوزن دم‌سیاه
دو شکل از گوزن دم‌سیاه که جنگل‌های ساحلی در شمال غربی اقیانوس آرام آمریکای شمالی را اشغال می‌کنند، زیرگونه‌های گوزن استرگوزن (Odocoileus hemionus) هستند. آنها گاهی به عنوان یک گونه در نظر گرفته می‌شوند، اما تقریباً همه مقامات اخیر معتقدند که آنها زیرگونه هستند.
گوزن دم‌سیاه کلمبیایی (Odocoileus hemionus columbianus) در غرب آمریکای شمالی، از شمال کالیفرنیا تا شمال غربی اقیانوس آرام ایالات متحده و ساحلی بریتیش کلمبیا در کانادا یافت می‌شود. گوزن سیتکا (O.h. sitkensis) در ساحل در بریتیش کلمبیا، جنوب شرقی آلاسکا و جنوب مرکزی آلاسکا (تا جزیره کودیاک) یافت می‌شود.

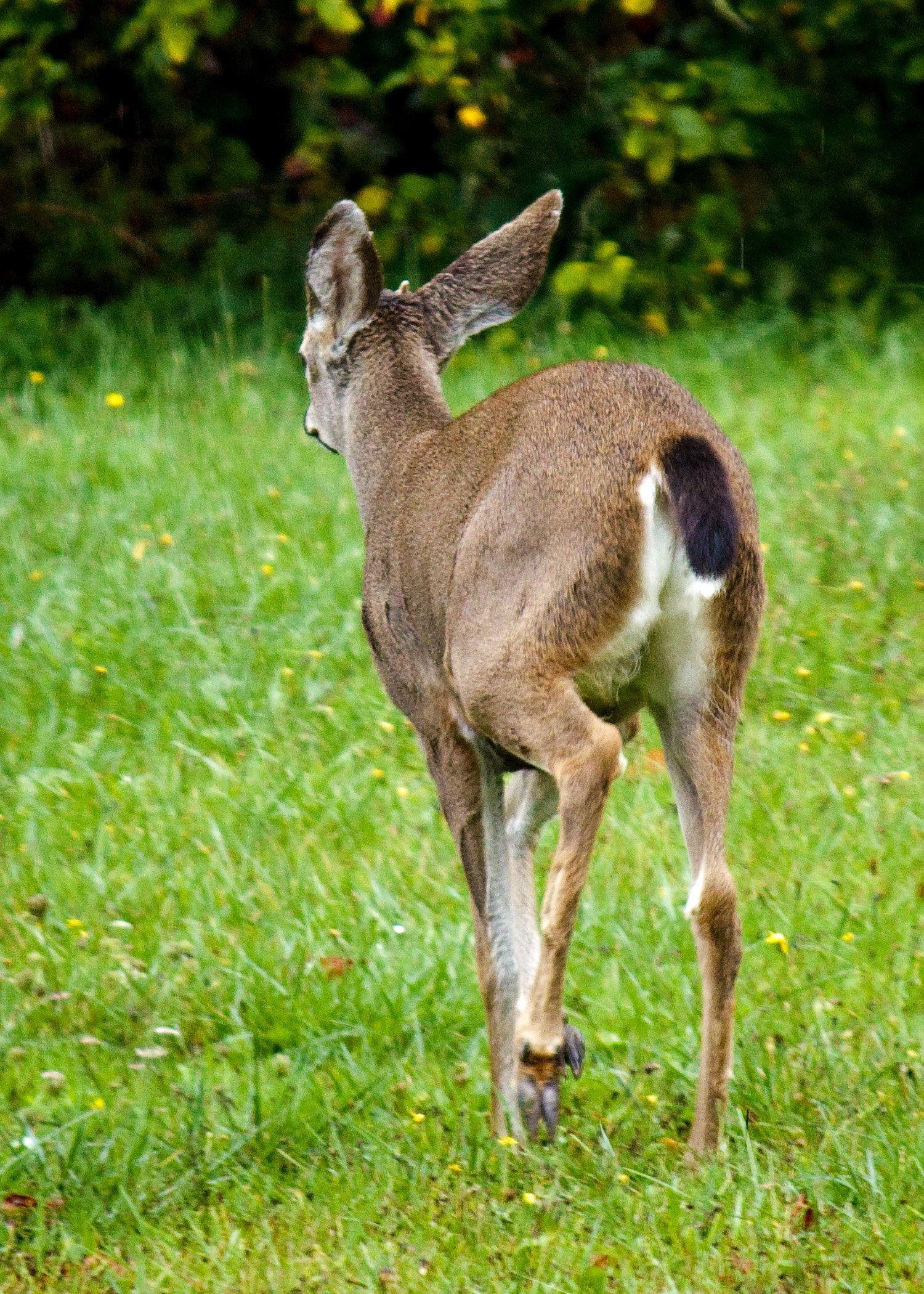
ویژگی دم سیاه